# Bernac, Tarn
Bernac är en kommun i departementet Tarn i regionen Occitanien i södra Frankrike. Kommunen ligger i kantonen Gaillac som tillhör arrondissementet Albi. År 2022 hade Bernac 185 invånare.

## Befolkningsutveckling
Antalet invånare i kommunen Bernac
| Referens: INSEE |